# بن هوزی
بن هوزی (انگلیسی: Ben Hozie؛ زادهٔ) تهیه‌کننده فیلم، کارگردان فیلم، موسیقی‌دان و گیتارنواز است. وی از سال ۲۰۱۴ میلادی تاکنون مشغول فعالیت بوده‌است.
از فیلم‌هایی که وی در آن‌ها نقش داشته‌است، می‌توان به گپ خصوصی اشاره نمود.